# Süssenbach (Wald)
Süssenbach ist ein Gemeindeteil und eine Gemarkung der Gemeinde Wald im Landkreis Cham in der Oberpfalz.

## Geographie
Das Kirchdorf Süssenbach liegt an der Staatsstraße 2145 ca. 5 km südlich von Wald.

## Geschichte
1080 wird ein Pernhard de Siezenbach erwähnt. Bei der Gründung des Klosters Reichenbach 1118 durch Markgraf Diepold III. tritt ein Adalbert von Süßenbach als königlicher Ministerale Konrads III. auf. Durch das gewaltsame Ende der Diepoldinger Markgrafen von Cham 1256 fällt der ganze Bezirk und damit auch die Hofmark Süssenbach an Herzog Ludwig II. von Bayern. Mit der Schenkung Ludwigs II., der die Burg Siegenstein mit seinen Besitzungen am 29. Juli 1282 an das Hochstift Regensburg übergab, wurde auch Süssenbach über Pfleger von Siegenstein als Verwalter des Hochstifts verwaltet.
Bei der Teilung Bayerns nach dem bayerischen Erbfolgekrieg 1504 kam Süssenbach zur Hälfte zu Niederbayern und zur anderen Hälfte zur Oberpfalz. Während die Reformation 1556 im Bereich des Klosters Reichenbach blieb Süssenbach katholisch und wurde von Brennberg und ab ca. 1591 vom Kloster Frauenzell aus betreut. Mit der Wiederherstellung des Klosters Reichenbach 1669 wurde auch die Pfarre Süssenbach wieder diesem Kloster angegliedert. 1815 wird Süssenbach zur Filiale von Wald und 1817 zur Expositur erhoben.
Im Rahmen der bayrischen Verwaltungsreformen zu Beginn des 19. Jahrhunderts entstand 1818 mit dem Gemeindeedikt im Königreich Bayern die Gemeinde Süssenbach mit den Orten
- Süssenbach
- Fraunhofen (Weiler)
- Gschwand (Einöde)
- Treitersberg (Einöde)
- Untersteinbach (Einöde)
- Wiesmühle (Weiler)

Sie gehörte zum Landgericht Roding im Regenkreis und 1862 zum Bezirksamt und späteren Landkreis Roding. Dieser ging dann 1972 im Landkreis Cham auf. 
Zum Ende des Zweiten Weltkrieges im April 1945 begannen die Todesmärsche von KZ-Häftlingen aus dem KZ Flossenbürg in das KZ Dachau. Zwei Häftlinge, die fliehen konnten, versteckten sich bis Kriegsende im Bräukeller bei Süssenbach. Dieser diente zu damaliger Zeit als Luftschutzbunker. Die Bevölkerung in Süssenbach versorgte sie mit Essen. Bei einem Häftling handelte es sich um den Niederländer Timo Pols, der nach dem Krieg von den Amerikanern als Sprecher der Gemeinde eingesetzt wurde.
Im Zuge der Gebietsreform in Bayern kamen am 1. Januar 1972 Siegenstein und Süssenbach zur Gemeinde Wald.

## Baudenkmäler
- Katholische Expositurkirche St. Jakobus Maior